# Skąpoogonki
Skąpoogonki (Pnoepygidae) – monotypowa rodzina ptaków z rzędu wróblowych (Passeriformes).

## Występowanie
Rodzina obejmuje gatunki występujące w orientalnej Azji.

## Morfologia
Długość ciała 7,5–10 cm, masa ciała 11–23 g.

## Systematyka

### Etymologia
Greckie πνοη pnoē – „dmuchanie” < πνεω pneō – „oddychać”; πυγη pugē – „kuper”.

### Podział systematyczny
Do rodziny skąpoogonków należy jeden rodzaj – Pnoepyga, który wcześniej zaliczany był do tymaliowatych (Timaliidae). Ostatnie badania sugerują bliskie pokrewieństwo skąpoogonków z trzciniakami (Acrocephalidae), mimikami (Donacobiidae), madagaskarniczkami (Bernieridae) i świerszczakami (Locustellidae). Do rodzaju należą następujące gatunki:
- Pnoepyga immaculata J. Martens & Eck, 1991 – skąpoogonek nepalski
- Pnoepyga pusilla Hodgson, 1845 – skąpoogonek mały
- Pnoepyga albiventer (Hodgson, 1837) – skąpoogonek płowy
- Pnoepyga formosana C. Ingram, 1909 – skąpoogonek tajwański